# Ainvelle
|  | Per a altres significats, vegeu «Ainvelle (Vosges)». |

Ainvelle és un municipi francès al departament de l'Alt Saona (regió de Borgonya - Franc Comtat). L'any 2007 tenia 168 habitants.

## Demografia

### Població
El 2007 la població de fet d'Ainvelle era de 168 persones. Hi havia 69 famílies, de les quals 20 eren unipersonals (12 homes vivint sols i 8 dones vivint soles), 29 parelles sense fills, 16 parelles amb fills i 4 famílies monoparentals amb fills.
La població ha evolucionat segons el següent gràfic:

### Habitatges
El 2007 hi havia 87 habitatges, 74 eren l'habitatge principal de la família, 10 eren segones residències i 3 estaven desocupats. 84 eren cases i 2 eren apartaments. Dels 74 habitatges principals, 66 estaven ocupats pels seus propietaris, 6 estaven llogats i ocupats pels llogaters i 2 estaven cedits a títol gratuït; 1 tenia una cambra, 4 en tenien dues, 7 en tenien tres, 15 en tenien quatre i 47 en tenien cinc o més. 61 habitatges disposaven pel capbaix d'una plaça de pàrquing. A 31 habitatges hi havia un automòbil i a 37 n'hi havia dos o més.

### Piràmide de població
La piràmide de població per edats i sexe el 2009 era:
| Homes | Edats   | Dones |
| ----- | ------- | ----- |
| 0     | 95 o +  | 0     |
| 0     | 90 a 94 | 0     |
| 0     | 85 a 89 | 0     |
| 0     | 80 a 84 | 0     |
| 0     | 75 a 79 | 4     |
| 4     | 70 a 74 | 8     |
| 8     | 65 a 69 | 4     |
| 4     | 60 a 64 | 12    |
| 4     | 55 a 59 | 0     |
| 12    | 50 a 54 | 8     |
| 4     | 45 a 49 | 8     |
| 8     | 40 a 44 | 8     |
| 12    | 35 a 39 | 12    |
| 8     | 30 a 34 | 8     |
| 8     | 25 a 29 | 4     |
| 4     | 20 a 24 | 4     |
| 12    | 15 a 19 | 0     |
| 4     | 10 a 14 | 8     |
| 8     | 5 a 9   | 0     |
| 12    | 0 a 4   | 12    |

## Economia
El 2007 la població en edat de treballar era de 113 persones, 76 eren actives i 37 eren inactives. De les 76 persones actives 73 estaven ocupades (37 homes i 36 dones) i 3 estaven aturades (2 homes i 1 dona). De les 37 persones inactives 21 estaven jubilades, 11 estaven estudiant i 5 estaven classificades com a «altres inactius».

### Ingressos
El 2009 a Ainvelle hi havia 73 unitats fiscals que integraven 180 persones, la mediana anual d'ingressos fiscals per persona era de 18.291 €.

### Activitats econòmiques
Dels 3 establiments que hi havia el 2007, 1 era d'una empresa de fabricació d'altres productes industrials, 1 d'una empresa de construcció i 1 d'una empresa d'hostatgeria i restauració.
Dels 2 establiments de servei als particulars que hi havia el 2009, 1 era un guixaire pintor i 1 restaurant.
L'any 2000 a Ainvelle hi havia 3 explotacions agrícoles.

## Equipaments sanitaris i escolars
El 2009 hi havia 3 escoles maternals.

## Poblacions properes
El següent diagrama mostra les poblacions més properes.